# West Thurrock
West Thurrock is een plaats in het bestuurlijke gebied Thurrock, in het Engelse graafschap Essex. De plaats telt 7.795 inwoners.
Hier ligt het grote winkelcentrum Lakeside Shopping Centre.